# 印度洋美體鰻
印度洋美體鰻，又稱印度洋錐體糯鰻（學名：Ariosoma sokotranum），為輻鰭魚綱鰻鱺目糯鰻科的其中一個種，由艾瑪·斯坦尼斯拉夫娜·卡莫夫斯卡婭(Emma Stanislavovna Karmovskaya) 對此進行了描述，分布於西印度洋Sokotra島海域，深度395至420公尺，有136-141塊椎骨，沿著不成對的鰭和淺色胸鰭有深色邊緣，鰓室位於鰓蓋區域深色，為底棲性魚類，肉食性，生活習性不明。